# Marie Colban
Adolphine Marie Colban (født Schmidt 18. december 1814 i Kristiania, død 27. marts 1884 i Rom) var en norsk forfatterinde.
Fru Colban har udgivet en række fortællinger og noveller, som er elskværdige, men ubetydelige (Jeg lever, 1877; En gammel Jomfru, 1879; Cleopatra, 1880; Thyra, 1882 med flere). I 1859 nedsatte fru Colban sig fast i Paris, hvor hun kom ind i højtstående sociale kredse; det samme var tilfældet i Rom, hvor hun boede det sidste år før sin død. Hun skrev navnlig fra Paris breve til norske blade, som nød stor anseelse.